# El señor de los cielos
 (срп. Господар небеса) америчка је теленовела, продукцијске куће Телемундо, која се снима од 2013. до 2020.

## Синопсис
Аурелио Касиљас је амбициозан младић скромног порекла. Уз пуно воље и храбрости, временом се из сиромашног сељака трансформише у утицајног нарко-дилера за којим трага ДЕА.
Зарад непресушне жеље за што већим богатством и моћи, спреман је на све. Велики успех доноси бројне непријатеље, и Аурелиов живот се претвара у борбу за преживљавање и бег од закона. Сада је његов једини излаз нови живот под другачијим идентитетом, због чега одлучује да се подвргне реконструкцији лица. Временом схвата да на опасном путу ка богатству, који је изабрао, нема повратка.

#### Прва сезона (2013)
У години 1993, Аурелио Касиљас предводи један од два најмоћнија нарко-картела у Мексику - картел Касиљасових. Са невенчаном супругом Хименом има двоје деце, Ериберта и Рутилу. Његова десна рука и шеф оружаних операција и дистрибуције кокаина у САД је Аурелиов млађи брат, Виктор Касиљас, познатији под надимком Ћакорта (онај који се лако изнервира). Међутим, Аурелио и Виктор западају у велике проблеме када њихов снабдевач кокаином из Колумбије, највећи нарко-дилер на свету, буде убијен од стране колумбијске војске и америчке ДЕА. Шеф картела из Калија, Оскар Кадена, који је преузео сву Ескобарову моћ, шаље свог човека број два, Милтона Хименеса, познатијег под надимком "Кабо", да уговори посао са ривалским и другим најмоћнијим картелом у Мексику, картелом Роблесових, по коме би сва дрога из Колумбије ишла преко Роблесових, али под једном условом - да убију Аурелија Касиљаса. Од тада почињу стални напади на Аурелија и његову породицу од стране Роблесових. У исто време, Аурелиом је опседнут Марко Мехиа, некорумпирани полицијац који жели да ухапси Аурелија по сваку цену, јер је Аурелио убио његовог оца, такође поштеног полицајца, који се инфилтрирао у картел много година уназад. Након што је картел сазнао да је Мехиин отац, Едуардо Картахена заправо полицијац, мучен је и убијен у најстрашнијим мукама, а непосредни убица је заиста био Аурелио, који је следио наређења тадашњег шефа картела, Дон Анаклета Летрана (иначе Аурелиовог таста, који се касније због старости повукао из посла и позицију лидера препустио Аурелију). Притиснут са свих страна, Аурелио се одлучује на драстичну меру - пластичну операцију лица, која пропада када Роблесови и полиција сазнају за локацију где ће Аурелио бити оперисан. Виктор успева да спаси Аурелија са операционог стола, али не и јурњави са полицијом, приликом које Мехиа хапси Аурелија, док Виктор успева да побегне. Аурелија до затвора спроводи Мехиа лично, где му саопштава да ће у року од недељу дана бити испоручен САД због трговине кокаином, као и то да је он Картахенин син. Мехиа у раду ужива пуну подршку председника Мексика, као и пуковника Даниела Хименес-Ароја, који је познат по својој имуности на корупцији и поштењу, постављен лично од стране председника на место шефа мексичке полиције за борбу против наркотика. Док је Аурелио у затвору, Виктор спрема праву малу војску која ће напасти затвор и ослободити Аурелија. Међутим једне ноћи, наводни агенти ДЕА са легалном документацијом одводе Аурелија из затвора како би наводно био испоручен у САД, док полиција напада ранч Касиљасових и хапси Виктора. Браћа Касиљас се срећу на непознатој локацији, која није затвор, где су обојица шокирани када им дају телефоне како би назвали своју породицу, као и храну и скидање лисица. Испоставило се да је целу "операцију" спровео управо Хименес-Аројо, стари пријатељ из детињства браће Касиљас, који у њима види савезнике за свој план да једног дана постане председник Мексика. Аурелио, Виктор и Хименес-Аројо склапају план по коме ће браћа бити ухапшена на граници са САД од стране Хименес Ароја, одлсужити минималне затворске казне и с времена на време "испоручивати" мање битне нарко-дилере Хименес Ароју, који ће им заузврат након изласка из затвора дати потпуну заштиту као и дозволу да елиминишу своје највеће ривале, Роблесове, који су у то време уживали велику заштиту од стране корумпираних политичара. Бесни Мехиа покушава да се бори са комичном казном коју је суд изрекао браћи Касиљас, али Хименес-Аројо успева да га убеди да је све "заслуга корумпираног судства" и да ће кад-тад Аурелио и Виктор одговарати за своје злочине и бити испоручени САД. 
Након нешто више од годину дана, Аурелио и Виктор излазе из затвора а Аурелио почиње да прави планове како да постане најмоћнији нарко-дилер на свету. Након одређеног времена, Аурелио одлучује да се освети вођи картела Роблес, Исидру, за све покушаје атентата на њега а нарочито због покушаја убиства Аурелиове породице у Хјустону (за који заправо није био одговоран Исидро, већ његова сестра Моника, годинама уназад заљубљена у Аурелија). Аурелио, под плаштом свог венчања са Хименом, одлучује да направи венчање како би намамио Исидра, са којим је, уз посредство свог таста дон Клета склопио мир, на шта је Исидро насео. На венчању, на коме је присуствовао сам врх мексичке мафије, као и Колумбијци из Калија, Аурелио успева да убије отрованим вином Исидра Роблеса, као и да лажира резултате обдукције, која је показала да је Исидро наводно умро од инфаркта. Након Исидрове смрти, Аурелио више није имао ривала на путу ка врху - склопио је договор са Кабом и Колумбијција, а затим и лично да упозна вођу картела из Калија Оскара Кадену, са којим је уговорио снабдевање кокаином. Аурелио постаје неприкосновени лидер криминала у Мексику, а сви остали картели су "пословали" онолико колико им је он дозвољавао. Некада моћни картел Роблесових, сада предвођен Исидровим млађим братом Гвадалупеом, није имао никакве шансе да му се супростави и такође почиње да ради онолико колико Аурелио дозволи. У међувремену, Химена сазнаје да је Аурелио организовао венчање како би убио Исидра, што је заувек пореметило њихове односе, иако су у међувремену добили још једно дете. Аурелио улази у љубавну везу са Моником Роблес, која је патолошки заљубљена у њега. Упркос породичним проблемима, Аурелиов посао је био на врхунцу - уз помоћ свог брата Виктора, адвоката Алија Бенхумее званог "Турко" и Хименес-Ароја, држао је практично целу земљу под контролом, а једини који је безуспешно покушавао да уради нешто против њега је био Марко Мехиа. Аурелио потом долази у контакт са човеком број 2 у Мексичком политичком животу, Рамиром Силвом, који му омогућује толику снагу да му Хименес-Аројо више није био ни потребан. 
Потпуно заслепљен моћи и богатством, Аурелио почиње да убија сваког за кога посумња да може да му буде претња - Гвадалупеа Роблеса, свог таста дон Клета, новинаре, шефове свих других мањих картела, осим једног од њих, човека под именом Топо Галван, који је успео да побегне приликом покушаја атентата. Аурелиов пријатељ Кабо је у међувремену свргао са места шефа картела из Калија Оскара Кадену и сам постао најмоћнији нарко-дилер у Колумбији. Услед невероватне моћи коју је Аурелио имао, председник Мексика одлучује да оформи тим за борбу против наркотика предвођен истински поштеним Артуром Бенитесом, који није веровао Хименес-Ароју већ само Марку Мехији. Познајући слабост Аурелија према женама, одлучују да у картел инфилтрирају специјалног агента Леонор Баљестерос, која је завела Аурелиовог кума и тако ушла у кућу Касиљасових. Приликом једне посете Хименес-Ароја Аурелију, Леонор открива да је Хименес-Аројо заправо сарадник Аурелија Касиљаса који је му је годинама омогућивао заштиту. Хименес-Аројо је потом ухапшен, и пристаје да сведочи против Аурелија. Међутим, Аурелио успева да преко корумпираног члана Мехииног тима допре до Хименес Ароја у затвору, при чему му је понудио опцију да или изврши самоубиство, или да његова жена буде убијена. На дан сведочења, Мехиа и Баљестерос проналазе Хименес-Ароја обешеног у својој ћелији. Разуздан моћи коју је имао, Аурелио почиње да ниподаштава и најверније сараднике попут Турка, али и да уђе у сукоб са Кабом око испорука дроге. Пративши Аурелиову љубавницу Монику Роблес, полиција успева да лоција Аурелија након много времена, али он успева да побегне, иако му је у нападу полиције погинуло готово целокупно обезбеђење од око 20 људи и заплењена велика количина дроге. Бесан, Аурелио лично убија девојку (а нешто пре тога и мајку Марка Мехије). Захваљујући заштити Рамира Силве, Аурелио је наставио да несметано шверцује дрогу. Аурелиов живот се мења у тренутку када му Рамиро Силва предлаже да убије председничког кандидата Колменареса, који је уживао огромну подршку у Мексику и обећао бескомпромисну борбу против нарко-картела. Истовремено, породични живот му је био у лошем стању - његова жена Химена је у међувремену сазнала да је Аурелио убио њеног оца, дон Клета, и не желевши да има ништа са њим, покушава да побегне са ћеркама (син Ериберто је већ кренуо очевим стопама и постао убица и нарко-дилер). Аурелио закључува Химену у кућу где је провела затворена наредних 6 месеци. Након убиства кандидата Колменареса, притисак и потера за Аурелијом постају никада већи, а Марко Мехиа почиње да сумња да је интелектуални аутор убиства Рамиро Силва. Одлазећи председник за кандидата предлаже Бенитеса, који побеђује на изборима и даје Мехии одрешене руке у борби против Аурелија. Истовремено, Топо Галван почиње да формира савез осталих картела у борби против Аурелија, а том савезу се придружио и Кабо. Турко, потајно заљубљен у Химену и сит претњи Аурелија да нема незаменљивих, одлучује да се прикључи овом савезу. Аурелио раскида са Моником Роблес, која из освете контактира Химену покушавајући да јој каже све шта је Аурелио урадио током година. Аурелија је на ово упозорила Матилде, жена његовог брата Виктора, која је мрзела Химену и уживала у њеном практично затвореничком животу. Након тога, Аурелио, иако заљубљен у њу, убија Монику Роблес. Турко ставља до знања Химени осећања која има према њој и након одређеног времена после кога се заљубила у њега, успева да испланира бекство са Хименом и њеним ћеркама. Аурелио, који је имао везе у целом свету, сазнаје за ово, спречава бекство и баца Турка са крова једне високе зграде. Међутим, Турко је пао на један аутомобил и није погинуо, већ је био у коми. Марко Мехиа, који је са својим тимом дошао на лице места, наређује лекарима да објаве да је Турко мртав и да нико не сме да посумња да је жив, увидевши шансу да једном заувек уништи Аурелија уз помоћ Турка када се пробуди из коме.

## Сезоне
| Сезона | Сезона | Број епизода | Премијера сезоне | Крај сезоне         |
| ------ | ------ | ------------ | ---------------- | ------------------- |
|        | 1      | 74           | 15. април 2013.  | 5. август 2013.     |
|        | 2      | 84           | 26. мај 2014.    | 22. септембар 2014. |
|        | 3      | 104          | 21. април 2015.  | 21. септембар 2015. |
|        | 4      | 80           | 28. март 2016.   | 18. јул 2016.       |
|        | 5      | —            | 20. јун 2017.    | још траје           |

- Прва сезона
- Друга сезона
- Трећа сезона
- Четврта сезона
- Пета сезона

## Глумачка постава

### Главне улоге
| Глумац:          | Улога:                             |
| ---------------- | ---------------------------------- |
| Рафаел Амаја     | Аурелио Касиљас, „Господар небеса” |
| Химена Ерера     | Химена Летран                      |
| Робинсон Дијаз   | Милтон Хименез, „Ел Кабо”          |
| Раул Мендез      | Виктор Касиљас, Чакорта            |
| Габријел Порас   | Маркос Мехија                      |
| Кармен Виљалобос | Леонор Баљестерос                  |
| Маурисио Окман   | Хосе Марија Венегас, „Ћема”        |
| Фернанда Кастиљо | Моника Роблес                      |
| Марлен Фавела    | Викторија Наварез                  |
| Кармен Ауб       | Рутила Касиљас                     |
| Марица Родригез  | Ампаро Рохас                       |
| Сабрина Сеара    | Есперанза Салватијера              |
| Ванеса Виљела    | Емилијана Контрерас                |

### Споредне улоге
| Глумац:                      | Улога:                                       |
| ---------------------------- | -------------------------------------------- |
| Андрес Пара                  | Пабло Ескобар                                |
| Сара Коралес                 | Матилде Рохас                                |
| Фернандо Солорзано           | Оскар Кадена                                 |
| Артуро Барба                 | Али Бенхумеа, „Ел Турко”                     |
| Софи Гомез                   | Ирина Вородин                                |
| Лиса Овен                    | доња Алба Касиљас                            |
| Хуан Риос Канту              | Данијел Хименез Аројо, „Ел Летрудо”          |
| Анхелика Селаја              | Еухенија Касас                               |
| Марко Перез                  | Гуадалупе Роблес                             |
| Росио Вердехо                | Дорис де Хименез                             |
| Томи Васкез                  | Алваро Хосе Перез, „Тихерас”                 |
| Фабијан Пења                 | Хесус Линарес                                |
| Емануел Орендај              | Грегорио Понте                               |
| Руј Сендерос                 | Ериберто Касиљас                             |
| Бланка Калдерон              | Роксана Мондрагон                            |
| Анхел Серло                  | Кастро                                       |
| Арнолдо Пиказо               | Флавио Хуерта                                |
| Хуан Игнасио Аранда          | Рамиро Силва де ла Гарза                     |
| Хорхе Зарате                 | Хуан Монтоја                                 |
| Хавијер Дијаз Дуењас         | дон Анаклето Летран, „Клето”                 |
| Ерика де ла Роса             | Елса Марин                                   |
| Мануела Гонзалез             | Лорелај Кадена, „Лај”                        |
| Алехандро де ла Мадрид       | Игнасио Мираваље                             |
| Ари Брикман                  | Џереми Андревс                               |
| Карлос Торесториха           | Максимилијано Мираваље, „Макс”               |
| Томас Горос                  | Антонио Гарника                              |
| Сурја Макгрегор              | Сесилија                                     |
| Антонио де ла Вега           | Сантијаго Ечеверија                          |
| Мигел Мело Хорхе Луис Морено | Виктор Касиљас Јр.                           |
| Сахит Соса                   | Ернесто Гамбоа                               |
| Хуан Луис Орендаин           | Лазаро Санчез                                |
| Аусенсио Круз                | Хосе Антонио Гутијерез Веларде / Пепе Џонсон |
| Тоњо Муњиз                   | Марселино Рамос                              |
| Иринео Алварез               | Педро Наварез                                |
| Флавио Пениче                | Марио Кинтеро, „Ел Биготес”                  |
| Карлос Гаскон                | Ињаки Изаријета                              |
| Сандра Дијаз                 | Ирма Верасиерта                              |
| Серхио Мур                   | Тимоти Ровлингс, „Тим”                       |
| Гала Монтес                  | Луз Марина Касиљас, „Лузма”                  |
| Мануел Балби                 | Родриго Риверо Ланз                          |
| Леонардо Данијел             | дон Алфредо Агилера, „Фејо”                  |
| Хесус Море                   | Омар Теран                                   |
| Вероника Монтес              | Белен Гереро, „Ла Кондеса”                   |
| Алехандро Лопез              | „Ел Супер Јави”                              |
| Карлос Торес                 | Енрике Морехон                               |
| Сандра Белтран               | Хулија Рејес                                 |
| Себастијан Каиседо           | „Ел Тостао Јепес” / Елеазар Јепес            |
| Барбара Сингер               | Елиса Пења                                   |
| Едгардо Гонзалез             | Лило Планас                                  |
| Офелија Гуиза                | Дијана                                       |
| Себастијан Ферат             | Хуан Антонио Маркадо                         |
| Себастијан Урдијалес         | Карлос Касиљас, „Карлитос”                   |
| Фернандо Сарфати             | Валентин Фонс                                |
| Нестор Родолфо               | Камило Харамиљо                              |
| Алехандро Феликс             | „Чатареро”                                   |
| Лигија Петит                 | Глорија                                      |
| Марко Зетина                 | др Рикардо Монтеверде                        |
| Арнулфо Рејес Санчез         | Бенхамин, „Ел Еспанто”                       |
| Хосе Хуан Мераз              | Рамон                                        |
| Алехандро Наварете           | „Ел Зопилоте”                                |
| Плутарко Хаза                | Дарвин Наварете, „Ел Интениеро”              |
| Венди де лос Кабос           | Агуасанта Гера, „Тата”                       |
| Марисела Гонзалез            | Еунисе Лара, „Ла Фелина”                     |
| Иван Арана                   | Исмаел Гера                                  |
| Ђералдин Зинат               | Амалија Рамирез                              |
| Дијего де Товар              | Никандро Лимон, „Ники”                       |
| Карлос Фонсека               | Назарено Рамирез                             |
| Ивон Монтеро                 | Консуело Лимон, „Кони”                       |
| Кристијан Тапан              | Густаво Гавирија, „Ел Офисијал”              |
| Роксана Чавез                | Ева Ернестина Гаљардо                        |
| Кабријел Коронел             | Армандо Перез Рикард                         |
| Ивана Тамајо                 | Хорхе Елијас Салазар                         |
| Марко Тревињо                | Абел Теран                                   |
| Франклин Виргез              | Диосдадо Карењо Аријас                       |
| Лорена дел Кастиљо           | Евелин Гарсија                               |
| Фернандо Банда               | „Ел Витаминас”                               |
| Данијел Раскон               | „Ел Торо”                                    |
| Херардо Тарасена             | „Ел Чаман”                                   |
| Кристијан Сантин             | „Ел Рото”                                    |